# Model Bianka
Model Bianka (titlul original: în germană Modell Bianka) este un film turnat în RDG în 1951, având titlul alternativ Contra.
Regizorul Groschkopp a realizat acest film în studioul DEFA, cu Gerda Falk și Margit Schaumäker precum Fritz Wagner și Werner Peters, film la care a participat și ca scenarist. Este o comedie fără importanță, care avea un scop politic în RDG-ul acelor ani de a aduce în rândul publicului spiritul de „concurs socialist”.

## Conținut
Jochen și Gerd creează modele noi pentru Casa de Mode „Saxonia”. Tocmai au liber și se gândesc că ar fi frumos să petreacă plăcut acest timp în casa de odihnă unde se aflau împreuna cu Ursel și Hilde. Doar că acestea sunt angajatele Casei de Mode concurente „Berolina” și urmau să prezinte la parada modei, tocmai modelul „Bianka” creat de cei doi, fapt ce duce la o mulțime de turbulențe...

## Distribuție
- Siegfried Dornbusch – Jochen Rauhut
- Fritz Wagner – Gerd Neumann
- Gerda Falk – Ursel Altmann
- Margit Schaumäker - Hilde Meißner
- Werner Peters – Hans Obermann
- Karl Hellmer – Emil Klein
- Herbert Kiper – Vater Krause
- Trude Lehmann – Mutter Krause
- Edith Hancke – Jungarbeiterin Inge Lang
- Hans Neie – Fritz Große
- Friedel Nowack – Eva Schulze
- Peter Dornseif – Johannes Müller
- Elfie Dugall – Kellnerin
- Thea Achenwall
- Gertrude Acker
- Carola Braunbock
- Ursula Ihlau
- Franz Kutschera
- Manfred Lehmann
- Gerhard Müller-Förtsch
- Albert Venohr